# Vol TAAG 462
Le vol TAAG 462, un vol intérieur régulier assuré par un Boeing 737-200 de TAAG Angola Airlines, qui avait décollé de l'aéroport de Lubango, en Angola à destination de l'aéroport international Quatro de Fevereiro, à Luanda, s'est écrasé peu après son décollage le 8 novembre 1983. Les 126 passagers et 4 membres d'équipage à bord ont tous péri dans l'accident.

## Avion
L'appareil impliqué était un Boeing 737-2M2, immatriculé D2-TBN, qui a effectué son vol inaugural le 29 avril 1982 et a été livré à TAAG Angola Airlines le 6 mai de la même année.

## Accident
Le vol 462 était à 200 pieds (61 m) au dessus du sol et en montée lorsqu'il a commencé à perdre rapidement de l'altitude et à tourner vers la gauche. Le bout de l'aile gauche a heurté le sol en premier, et l'avion s'est désintégré à l'impact et a pris feu. L'épave s'est immobilisée à 800 mètres de l'extrémité de la piste de l'aéroport de Lubango. L'accident a tué l'ensemble des 130 personnes à bord de l'appareil.

## Cause
Les guérilleros de l'UNITA ont affirmé avoir abattu l'appareil, qu'ils ont pris pour un avion de transport militaire, avec un missile sol-air pour protester contre le gouvernement angolais. 
L'étude post-crash de l'épave de l'avion par les autorités angolaises n'a rapporté aucune preuve concluante concernant des dommages imputables à un tir de missile, et la cause du crash est officiellement considérée comme une défaillance mécanique peu après le décollage. 